# Катастрофная почта

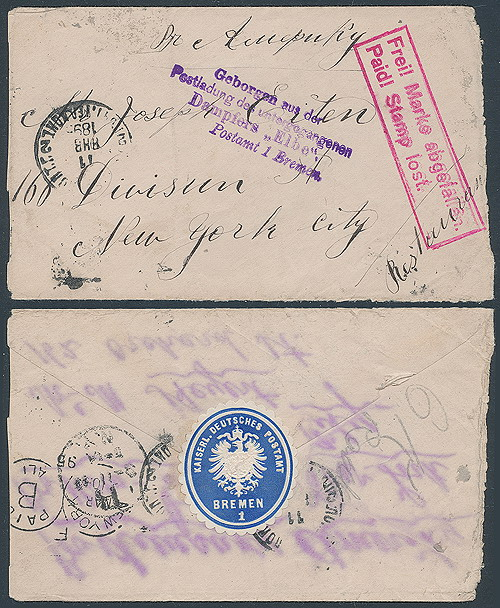
Письмо из Российской империи через Бремен в Нью-Йорк пароходом «SS Elbe (1881)», затонувшим в 1895 году в проливе Ла-Манш. Письмо имеет исходящий почтовый штемпель от 11 января 1895 года, а также специальные фиолетовый штемпель «Geborgen aus der / Postladung des untergegangenen / Dampfers Elbe. / Postamt 1 Bremen» («Из почтового груза погибшего парохода „Эльба“») и розовый штемпель «Frei! Marke abgefallen. / Paid! Stamp lost.» («Оплачено! Почтовая марка утеряна», то есть смыта водой), которые были проставлены почтовым чиновником Бремена. Для запечатывания расклеившегося от воды письма в качестве облатки была использована наклейка «Kaiserl. Deutsches Postamt / Bremen 1» («Имперский германский почтамт / Бремен-1»). Письмо имеет штемпели прибытия Нью-Йорка на обороте

Катастро́фная по́чта (англ. crash mail, также англ. wreck mail) — филателистический термин для обозначения почтовой корреспонденции (письма́ в конверте, почтовой карточки или пакета), уцелевшей после крушения самолёта, дирижабля, поезда, после кораблекрушения или иной катастрофы.
В целом, катастрофные письма составляют очень малую долю почты, пересылаемой во всём мире. Этим объясняются их редкость и повышенный спрос, которым они пользуются среди коллекционеров. Объекты катастрофной почты относятся к цельным и целым вещам.

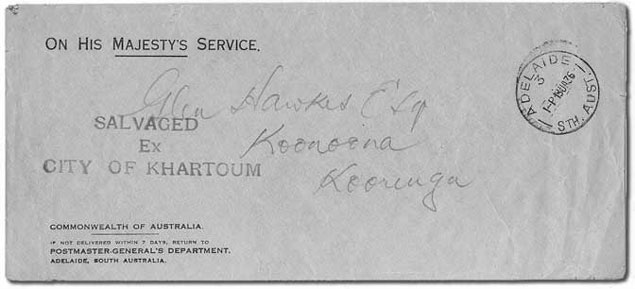
Авиакатастрофный служебный конверт, уцелевший после крушения гидроплана «City of Khartoum» («Город Хартум») компании Imperial Airways возле Александрии 31 декабря 1935 года. Оттиск вспомогательного почтового штемпеля гласит: «Salvaged ex City of Khartoum» («Спасено с „Города Хартум“»)

## Описание
Понятие катастрофной почты включает в себя термины:
- катастрофное письмо[3] (crash cover),
- авиакатастрофное письмо (air accident cover)[4] и
- письмо прерванного полёта (interrupted flight cover).

Катастрофная почта представляет собой частные случаи так называемых «прерванной почты» (interrupted mail) и «почты бедствий» (disaster mail).
Катастрофы перевозящих авиапочту самолётов часто наблюдались с самых первых дней перевозки почты по воздуху. Во многих случаях происшествий с самолётами, крушений поездов и кораблекрушений некоторую часть или даже всю перевозимую почту удавалось спасти. При этом на некоторых письмах края были обожжены после пожара, а на некоторых оставались следы от воды после крушения гидросамолётов или кораблекрушений.

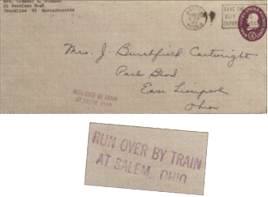
Катастрофное письмо, оставшееся неповреждённым после железнодорожной катастрофы, со штампом: «Run over by train at Salem Ohio» («Попало под поезд у Сейлем (Огайо), Огайо»)

В таких случаях власти обычно использовали почтовое гашение (оттиски служебных штемпелей), этикетку или напечатанный на мимеографе текст, которые наносились или наклеивались на конверт. Тем самым получателю объясняли причинение ущерба почтовому отправлению (например, в катастрофе или при несчастном случае) и информировали его о причине задержки и несвоевременной доставки корреспонденции в повреждённом виде — с помощью штемпелей «Прибыло повреждённым», «Из почты затонувшего судна …» «Попало под поезд» и т. п.
Если письмо было сильно повреждено, его вкладывали в «санитарный конверт» («ambulance cover») или «похоронный мешок» («body bag») и затем отправляли по назначению. Учитывая всё это, доставка таких отправлений может сильно затягиваться.

## История
Самыми первыми катастрофными конвертами признаются послания баллонной почты из Парижа, осаждённого германскими войсками во время франко-прусской войны 1870—1871 годов, когда происходили крушения воздушных шаров.
Известны два письма, которые пережили катастрофу почтового поезда на мосту через реку Тей в Шотландии более 100 лет назад, в 1879 году. Мост был разрушен речной стихией, что стало причиной катастрофы поезда и гибели 78 человек — всего персонала поезда. Письма демонстрировались в 1975 году в Британском почтовом музее Лондона на выставке «Железная дорога — почте», которая рассказывала о развитии железнодорожной почты в Великобритании.
В США первая катастрофа самолёта, перевозившего почту, случилась 10 сентября 1918 года, во время завершения рейса Чикаго — Нью-Йорк. Однако почтовые отправления не пострадали и были направлены адресатам без каких-либо пометок о крушении. Поэтому, если корреспонденция не повреждена и на ней нет никаких указаний о катастрофе, нужно изучать такие конверты очень тщательно, чтобы определить, относятся они к катастрофным или нет.
Первый инцидент с самолётом компании Pan American Airways, закончившийся падением в воды Мексиканского залива, случился 15 августа 1928 года. Пилот и все пассажиры были спасены. Вытащили из воды и почту, состоявшую приблизительно из 5000 единиц почтовых отправлений, которые были высушены в пекарне Сент-Питерсберга (Флорида). Известны другие авиакатастрофы, в которых почта пострадала и была спасена либо найдены единичные конверты пропавшего почтового груза, например:
- 1935 — падение в море в районе Александрии гидросамолёта «City of Khartoum» («Город Хартум»), принадлежавшего компании англ. Imperial Airways и выполнявшего рейс из Англии в Австралию;
- 1936 — крушение самолёта компании American Airlines при посадке на аэродром Гудвин[англ.] в Арканзасе;
- 1937 — катастрофа германского дирижабля «Гинденбург» в Лейкхерсте (Нью-Джерси; англ. Lakehurst, New Jersey)[8][9][10];
- 1937 — потопление при взлёте гидросамолёта «Cygnus» компании Imperial Airways в Бриндизи (Италия);
- 1945 — падение в воду гидросамолёта англ. China Clipper компании Pan American World Airways у берега Тринидада при посадке во время шторма;
- взрыв Боинга-747 над Локерби 21 декабря 1988 года.

## Аварийная почта
В ряде случаев власти могут организовывать так называемую аварийную почту для связи с районами стихийных бедствий и с экспедициями и кораблями, потерпевшими крушение.

## Марки нетонущей почты
В 1921—1923 годах, на случай возможного кораблекрушения и потери почтовой корреспонденции при доставке корабельной почтой, на голландских судах применялись плавающие несгораемые сейфы. Дополнительная оплата за эту услугу взималась с помощью специальных почтовых марок.

## Собирание и филателистическая ценность

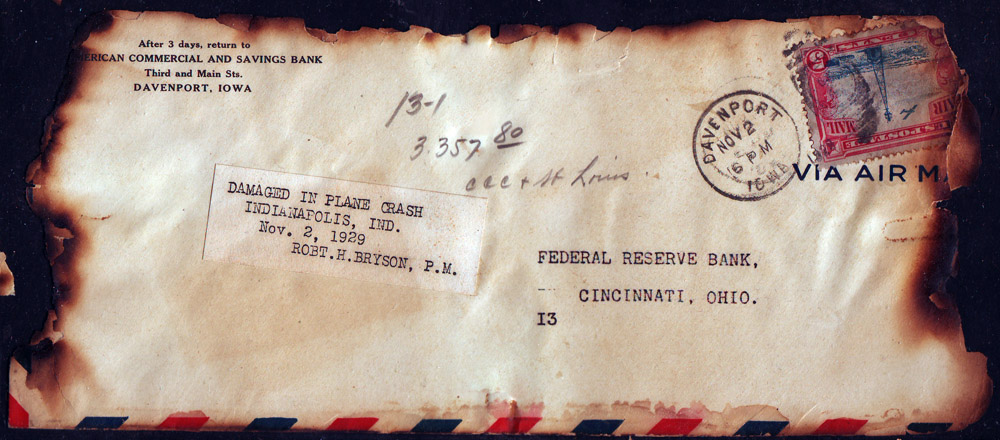
Обгоревшее авиакатастрофное письмо, спасённое после крушения самолёта рейса Почтового департамента США (United States Post Office Department) CAM 24 в Индианаполисе 2 ноября 1929 года. На конверте вверх ногами наклеена 5-центовая авиапочтовая марка США «Авиамаяк» («5c Beacon»; 1928)

Авиакатастрофные письма и другие предметы катастрофной почты являются специальными объектами коллекционирования в аэрофилателии и очень ценными артефактами истории почты. Как правило, они редки, но, являясь материальными свидетельствами зачастую трагических происшествий, могут многое поведать. Их коллекционирование рассматривается одной из самых специфических областей филателии. Варианты собирания объектов катастрофной почты могут быть различными и включать:
- катастрофные конверты отдельной авиалинии, страны, континента, региона, штата или конкретного периода истории;
- почтовые отправления, франкированные той или иной маркой, например, 5-центовой авиапочтовой маркой США «Авиамаяк» («5c Beacon»), выпущенной в июле 1928 года[12];
- конверты после катастроф какого-либо определённого типа самолёта и др.

Чем более сенсационной и резонансной была катастрофа, тем выше котируются сохранившиеся после неё почтовые документы. Особенно ценятся коллекционерами 367 конвертов писем, уцелевших после катастрофы дирижабля «Гинденбург», причём их стоимость достигает 10 тыс. долларов США и выше за экземпляр. Один такой конверт был продан на аукционе «Коринфила» (англ. Corinphila) в мае 2001 года за 85 тыс. швейцарских франков (75 тыс. долларов).

## Фальсификации
Ажиотаж вокруг катастрофных писем обусловливает интерес к ним со стороны фальсификаторов. В мире появляются подделки писем, якобы извлечённых из почтовых отсеков «упавших» в океан самолётов или погибших лайнеров: например, «горевших» на борту «Вольтурно» (1913), «Жоржа Филиппара» (1932), «Лаконии» или «тонувших» на «Андреа Дориа» и т. п. Выявлен целый ряд фальшивых катастрофных конвертов, ложно датируемых 1935—1937 годами, в том числе поддельные конверты с «Гинденбурга».

## Объединения коллекционеров
При Американском авиапочтовом обществе создана Комиссия по катастрофным письмам (Crash Cover Committee) под председательством Филипа Маккарти (Philip R. McCarty), которая специализируется на изучении катастрофных писем.
В США также действует Общество почты крушений и катастроф (Wreck and Crash Mail Society), члены которого коллекционируют все виды катастрофных конвертов. Общество было создано в 1994 году и публикует ежеквартальный журнал «La Catastrophe» (с фр. — «Катастрофа»).